# Lionel Francis
Lionel Francis (* 14. Juni 1964) ist ein ehemaliger antiguanischer Boxer. Er trat bei den Olympischen Spielen 1988 in Seoul an.
Im Bantamgewicht verlor er in seinem Erstrundenkampf gegen Ndaba Dube aus Simbabwe. Francis trat auch bei den Panamerikanischen Spielen 1987 in Indianapolis an.